# Roumagne
Roumagne ist eine Gemeinde im Südwesten Frankreichs mit 529 Einwohnern (Stand: 1. Januar 2022) und liegt im Département Lot-et-Garonne in der Region Nouvelle-Aquitaine (bis 2016: Aquitanien). 

## Geographie
Die Gemeinde liegt zwischen Marmande und Bergerac am Dropt.
Umgeben wird Roumagne von den folgenden Nachbargemeinden:
| Moustier          | La Sauvetat-du-Dropt                        | Agnac               |
| Allemans-du-Dropt | Kompassrose, die auf Nachbargemeinden zeigt | Agnac               |
| Puysserampion     | Miramont-de-Guyenne                         | Saint-Pardoux-Isaac |

## Demographie
Die Bevölkerungsentwicklung in Roumagne wird seit 1800 dokumentiert. 
2016 zählte die Gemeinde 551 Einwohner, was ein Anstieg von 5 % gegenüber 2010 bedeutet. 
| Jahr      | 1800 | 1846 | 1876 | 1901 | 1946 | 1975 | 1999 | 2006 | 2018 |
| --------- | ---- | ---- | ---- | ---- | ---- | ---- | ---- | ---- | ---- |
| Einwohner | 590  | 633  | 533  | 466  | 418  | 524  | 525  | 539  | 533  |

## Persönlichkeiten
- Pierrick Fédrigo (* 1978), Rennradfahrer

## Sehenswürdigkeiten
- Kirche Saint-Saturnin

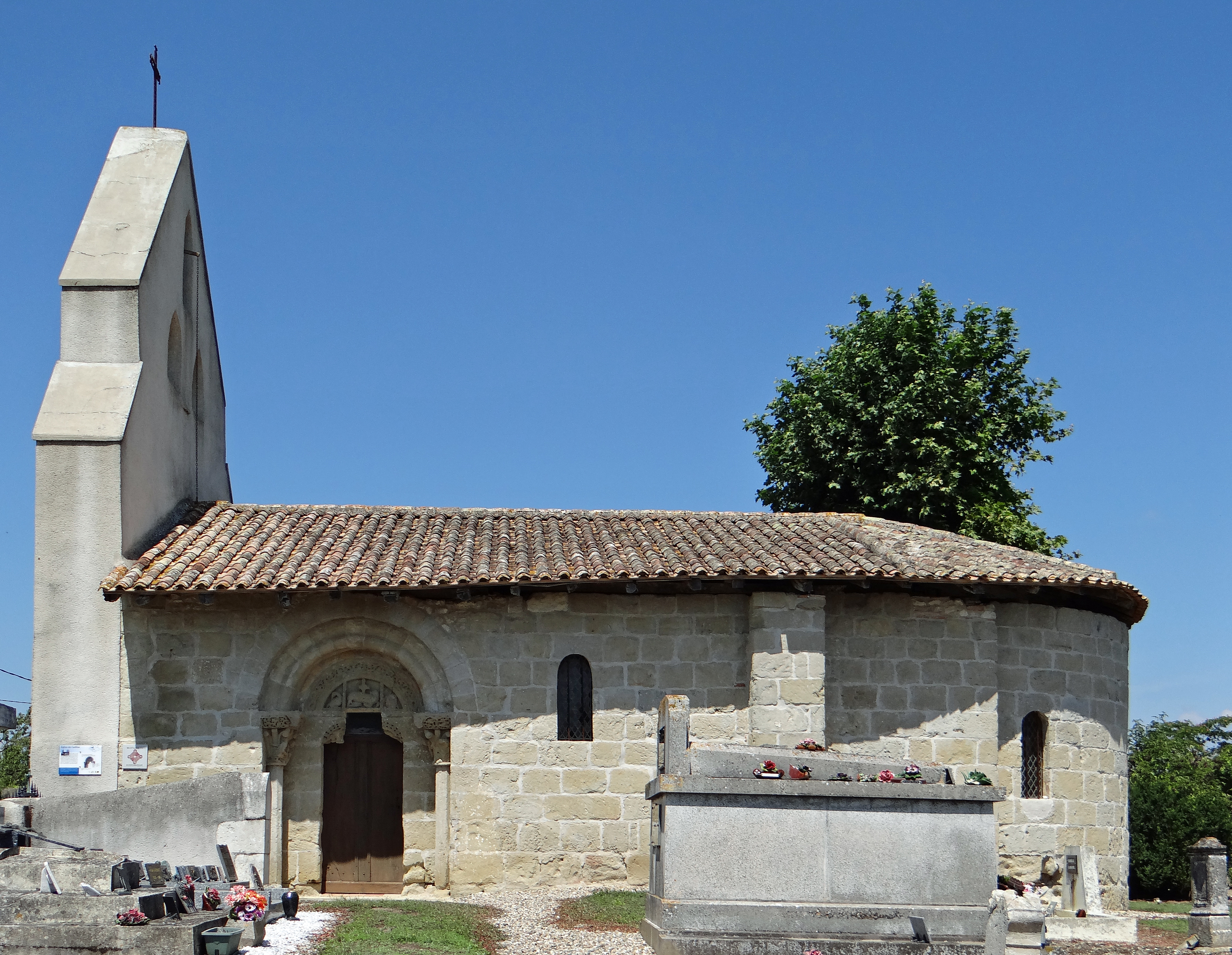
Kirche Saint-Martin

- Kirche Saint-Martin im Ortsteil Cardillac, 12. Jahrhundert, Monument historique
- Kirche Saint-Romain, 12. Jahrhundert
- Château Frémauret, 14. Jahrhundert